# 佐賀運輸支局
佐賀運輸支局（さがうんゆしきょく）は国土交通省九州運輸局の地方支分部局の一つで、45都道府県にある運輸支局のひとつ。
陸運部門を担当する本庁舎と、海事部門を担当する唐津庁舎がある。いずれも佐賀県全県を管轄区域とする。
ここで交付されるナンバープレートは「佐賀」ナンバーになる。
1988年以前に交付されていたナンバープレートは「佐」ナンバーであった。

## 所在地
- 陸上交通関係
  - 本庁舎：佐賀県佐賀市若楠2丁目7-8
- 海上交通関係
  - 唐津庁舎：佐賀県唐津市二タ子3丁目216-6　唐津港湾合同庁舎